# Lissonota nigricorpa
Lissonota nigricorpa là một loài tò vò trong họ Ichneumonidae.